# 斯利沃威茨
斯利沃威茨（Slivovitz）是一種水果白蘭地，以布拉斯李為原料，又稱李白蘭地。斯利沃威茨主要生產在中歐和東歐地區。在巴爾幹地區，斯利沃威茨是拉基亞的一種。在匈牙利則是帕林卡的一種。